# Oprah Winfrey
Oprah Gail Winfrey (Kosciusko, Misisipi, 29 de enero de 1954) es una periodista, presentadora de televisión, productora, actriz, empresaria, filántropa y crítica de libros estadounidense. Fue varias veces ganadora del Premio Emmy por su programa The Oprah Winfrey Show, el programa de entrevistas más visto en la historia de la televisión norteamericana. Además es una influyente crítica de libros, actriz nominada a un Premio Óscar y editora de su propia revista. Según la revista Forbes, fue la persona afroamericana más rica del siglo XX, y la única de origen negro en el mundo en poseer más de mil millones de dólares durante tres años consecutivos; también menciona que fue la mujer más poderosa del año 2005.
La misma revista la nombró la celebridad más poderosa en 2010, 2007, 2008, 2010 y 2013. En 2014, la colocó en el puesto 14 de su lista de las 100 mujeres más poderosas del mundo.
La revista Life la ha calificado como la mujer más influyente de su generación y la revista Time la ha nombrado una de las cuatro personas que han dado forma al siglo XX y al inicio del siglo XXI.[cita requerida] En 2010, la revista Forbes la estimó como la famosa más influyente del mundo.
En 2013, recibió la Medalla Presidencial de la Libertad, la condecoración civil más alta en los Estados Unidos.
En 2018, su discurso contra el acoso sexual en la ceremonia de los Globos de Oro logró poner en pie a todo el auditorio y fue el más destacado de la noche en apoyo al movimiento MeToo.

## Biografía

### Infancia e inicio profesional
Nació de madre soltera, entre la pobreza rural de Misisipi, y luego fue criada en una ciudad del interior del país, Milwaukee. Se describió a sí misma como víctima de abuso sexual y violación en la adolescencia. Quedando embarazada a los catorce años, nació el bebé y a los pocos días murió por una enfermedad. La mandaron a vivir con el que llama su padre, un barbero de Tennessee. A la edad de 8 años, fue bautizada en una iglesia bautista.
Allí consiguió trabajar para una radio, mientras estudiaba en la preparatoria y empezó a cubrir las noticias locales a los diecinueve años. Su entrega espontánea y emocional le consiguió finalmente su traslado a la arena del programa de entrevistas diurno y, tras catapultar un programa de entrevistas local de Chicago del tercer al primer puesto, lanzó su propia compañía de modelaje y llegó a proyectarse internacionalmente.

### Producción
En 1986, año de su nominación al Óscar como mejor actriz secundaria por su papel en El color púrpura, funda su propia productora, Harpo Productions. Harpo es su propio nombre al revés y coincide con el de su marido ficticio en dicha película. La productora se funda para producir su espectáculo, que sería su mayor éxito profesional. Posteriormente, la productora se ampliaría con divisiones para producir también radio, su propia revista, películas, estudios de producción audiovisual e incluso fundar su propia cadena de televisión.

### Televisión
El 8 de septiembre de 1986 estrena su programa de entrevistas The Oprah Winfrey Show, siendo la presentadora. Es el trabajo que más popularidad le ha dado, con cientos de emisiones hasta su despedida y celebrando sus veinticinco años en antena. Su programa ha gozado de tanta popularidad que le ha reportado numerosos reconocimientos, premios y otros beneficios, aparte de convertirla en una de las personas más influyentes en la opinión pública estadounidense.
El 14 de septiembre de 2004 dio una noticia impresionante en su programa: Oprah iba a regalar a todo el público presente en el programa (trescientas personas) autos, jugosos cheques y pasajes para ir con ella a Australia en un vuelo pilotado por John Travolta. Precisamente en Sídney, el 25 de mayo del año siguiente, Oprah iba a dar su último programa, para poder dedicar más tiempo a su propio canal de televisión, Oprah Winfrey Network (OWN), que había inaugurado ya el 1 de enero de ese mismo año. Con él continúa haciendo competencia con dos programas sindicalizados: Dr. Phil y Dr. Oz show, los cuales se manejan bajo su productora, Harpo Productions. Oprah no los presenta, pero participa en sus producciones y es invitada a veces.
El 3 de agosto de 2011, pocos meses después de haber terminado su programa, la Academia de Artes y Ciencias Cinematográficas anunció que Winfrey sería galardonada con el premio Óscar Humanitario Jean Hersholt, como reconocimiento a su labor por las causas sociales y filantrópicas.

### Cine
Sus participaciones cinematográficas son de género dramático y estrechamente relacionadas con la desigualdad de derechos civiles de las personas de raza afroamericana en EE. UU.:
- Debutó en la película de Steven Spielberg El color púrpura (1985), basada en la novela de Alice Walker, interpretando el papel de Sofía, con el que consiguió una nominación al Óscar como mejor actriz de reparto.
- Produce y protagoniza el filme de Jonathan Demme Beloved (1998), basada en la novela homónima de la ganadora del Premio Nobel de Literatura, Toni Morrison.
- Luego produce el largometraje The Great Debaters (2007), dirigida por Denzel Washington y protagonizada por él mismo junto a Forest Whitaker, que trata una parte de la historia afroamericana de Estados Unidos.
- Luego participa haciendo la voz de la versión en inglés de la madre de Tiana en La princesa y el sapo en el 2009, película nominada al premio Oscar como mejor película de animación y doble nominación a mejor canción.
- Después actúa en la película de Lee Daniels The Butler (2013, El mayordomo), en el papel de Gloria, esposa del protagonista Forest Whitaker. La película narra la vida del protagonista, desde su infancia como esclavo hasta su madurez como mayordomo en la Casa Blanca, vinculada a la evolución histórica generacional y política de la lucha contra la desigualdad racial en EE. UU.
- Un viaje en el tiempo (2018).
- Es productora de la película El color púrpura (2023), segunda adaptación cinematográfica del libro del mismo nombre, tras la adaptación de 1985, en la cual ella misma apareció.[19]

### Cameos
- En 1992 Oprah aparece en la serie The Fresh Prince of Bel-Air presentando una obra de televisión como ella misma junto a la familia Banks.
- En 2006 aparece en la serie Drake & Josh en el episodio "¡Me topé con Oprah!", gracias al personaje de Josh Nichols que es muy fan de ella.

## Activista del movimiento MeToo contra el acoso sexual
Winfrey es una de las activistas del movimiento #MeToo surgido en 2017 contra el acoso sexual. En la ceremonia de los Globos de Oro 2018 destacó su intervención que puso en pie al auditorio con aplausos.
"Quiero expresar mi gratitud a todas las mujeres que han soportado años de abuso y agresión porque, al igual que mi madre, tuvieron hijos que alimentar, facturas que pagar y sueños que perseguir (...) Así que quiero que todas las niñas que están viendo esto sepan que un nuevo día se abre en el horizonte" (...) "Cuando ese día amanezca, será gracias a muchas mujeres magníficas, de las cuales algunas hoy están en esta sala", refiriéndose a las actrices presentes en la ceremonia que también forman parte del movimiento de denuncia como Reese Witherspoon, Greta Gerwig, Nicole Kidman, Jessica Chastain, entre otras.

## Vida personal
Oprah Winfrey dice que orienta su instinto maternal en las casi doscientas jóvenes de su academia de liderazgo Oprah Winfrey Leadership Academy for Girls, fundada en 2015.
Oprah quedó embarazada (por violación) a los 14 años y su hijo falleció días después de nacer. También fue violada por su primo a los 9 años de edad.
Se identifica como cristiana y asiste al servicio de la iglesia evangélica Potter's House en Dallas, Texas.
Ha sido criticada por su enorme huella de carbono. En una revisión de 2022 de los registros de vuelos de aviones privados, el nombre de Winfrey apareció en una lista de 10 «Celebridades con las peores emisiones de CO2 de aviones privados» junto con Taylor Swift, Floyd Mayweather, Jay-Z, A-Rod, Blake Shelton, Steven Spielberg, Kim Kardashian, Mark Wahlberg y Travis Scott . Entre principios de enero y finales de julio de 2022, sus vuelos en aviones privados emitieron 3493 toneladas de emisiones, casi 500 veces las emisiones anuales totales de una persona promedio.

## Influencia

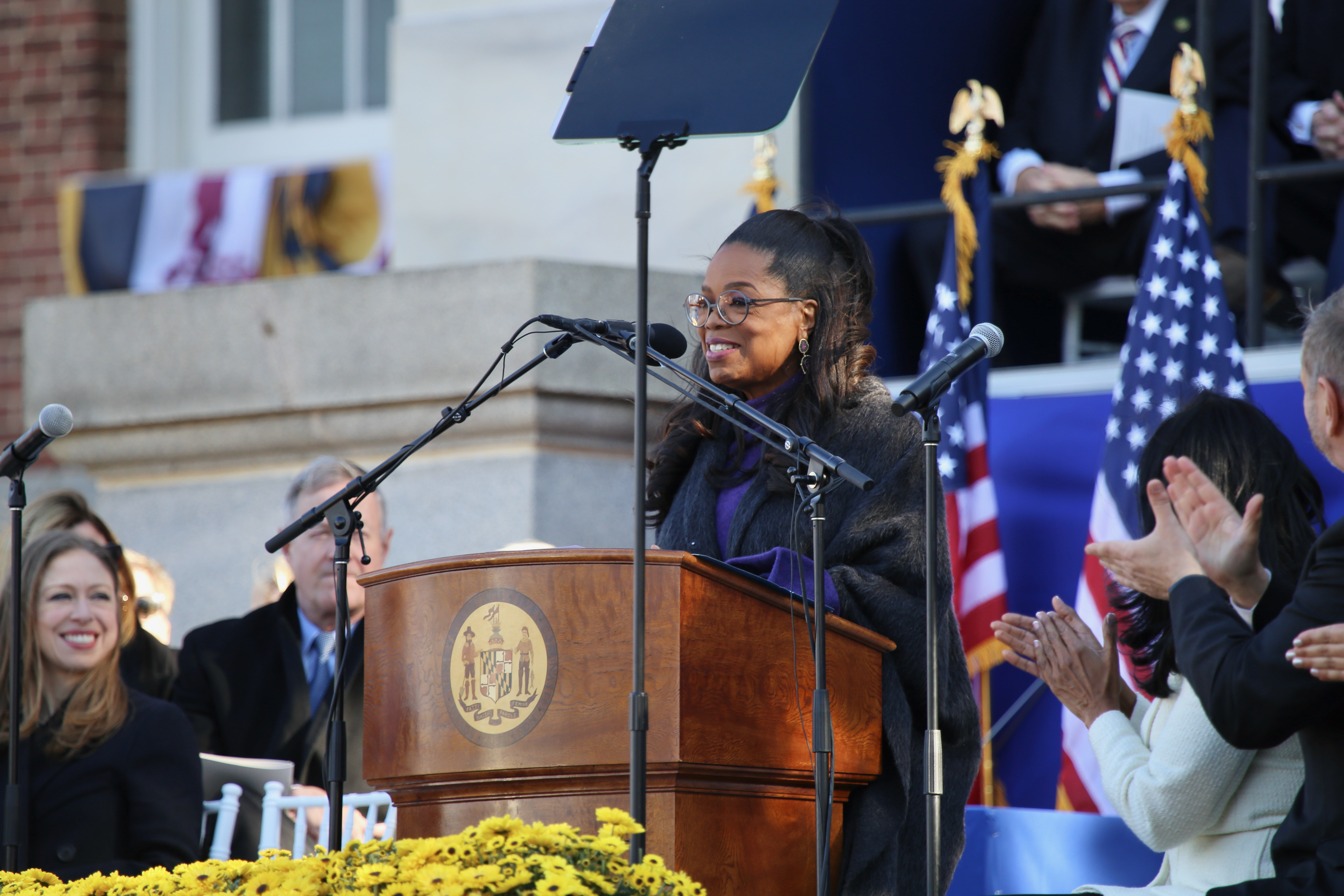
Winfrey en 2023

### Imagen pública
Winfrey fue llamada «posiblemente la mujer más poderosa del mundo» por CNN y Time.com, «posiblemente la mujer más influyente del mundo» por The American Spectator, «una de las 100 personas que más influyeron en el siglo XX» y «una de las personas más influyentes de 2004 a 2011» por TIME. Winfrey es la única persona en el mundo que apareció en la última lista en diez ocasiones.
A fines del siglo XX, Life incluyó a Winfrey como la mujer más influyente y la persona negra más influyente de su generación, y en un perfil de portada la revista la llamó "la mujer más poderosa de Estados Unidos". En 2007, USA Today clasificó a Winfrey como la mujer más influyente y la persona negra más influyente del cuarto de siglo anterior. Ladies Home Journal también clasificó a Winfrey como número uno en su lista de las mujeres más poderosas de Estados Unidos y el senador Barack Obama ha dicho que "puede ser la mujer más influyente en el país".. En 1998, Winfrey se convirtió en la primera mujer y primera afroamericana en encabezar la lista de Entertainment Weekly de las 101 personas más poderosas de la industria del entretenimiento. Forbes la nombró la celebridad más poderosa del mundo en 2005, 2007, 2008, 2010, y 2013.
Como presidenta de Harpo Inc., fue nombrada la mujer más poderosa en entretenimiento por The Hollywood Reporter en 2008. Ella ha sido incluida como una de las 100 mujeres más poderosas del mundo por Forbes, ocupando el decimocuarto lugar en 2014. En 2010, la revista Life nombró a Winfrey una de las 100 personas que cambiaron el mundo, junto a luminarias como Jesucristo, Elvis Presley y Lady Mary Wortley Montagu. Winfrey fue la única mujer viva en hacer la lista.
La columnista Maureen Dowd parece estar de acuerdo con tales evaluaciones: "Ella es la principal mujer dominante en este país. Tiene más credibilidad que el presidente. Otras mujeres exitosas, como Hillary Clinton y Martha Stewart, tuvieron que ser abofeteadas públicamente antes de que pudieran Adelante, incluso Condi ha tenido que jugar el protegé con Bush. Nada de esto le sucedió a Oprah: ella es una historia de éxito directa." Vanity Fair escribió: "Posiblemente, Oprah Winfrey tiene más influencia en la cultura que cualquier presidente universitario, político o líder religioso, excepto quizás el Papa." Bill O'Reilly dijo: "esta es una mujer que surgió de la nada para convertirse en la mujer más poderosa, en el mundo. Creo que Oprah Winfrey es la mujer más poderosa del mundo, no solo en Estados Unidos. Es decir, cualquier persona que participe en su programa se beneficia inmediatamente con el techo. Es decir, tiene seguidores leales, tiene credibilidad, tiene talento y lo ha hecho por sí misma para llegar a ser fabulosamente rica y fabulosamente poderosa".
En 2005, Winfrey fue nombrada la mujer más grande en la historia de Estados Unidos como parte de una encuesta pública como parte de The Greatest American. Ella se ubicó en el puesto número 9 en general en la lista de los mejores estadounidenses. Sin embargo, las encuestas que estiman la popularidad personal de Winfrey han sido inconsistentes. Una encuesta de Gallup de noviembre de 2003 estimó que el 73% de los adultos estadounidenses tenían una opinión favorable de Winfrey. Otra encuesta de Gallup en enero de 2007 estimó la cifra en 74%, aunque cayó a 66% cuando Gallup realizó la misma encuesta en octubre de 2007. Una encuesta de Fox News de diciembre de 2007 arrojó la cifra en 55%. Según la encuesta anual más admirada de Gallup, los estadounidenses clasifican constantemente a Winfrey como una de las mujeres más admiradas del mundo. Su calificación más alta llegó en 2007 cuando estaba estadísticamente vinculada con Hillary Clinton en el primer lugar. En una lista compilada por la revista británica New Statesman en septiembre de 2010, fue elegida 38° en la lista de "Las 50 figuras más influyentes del mundo 2010".
En 1989, fue aceptada en el Salón de la Fama de la NAACP Image Award.

## Filantropía
Winfrey es filántropa y ha financiado organizaciones que promueven la educación, cultura, y el socorro en casos de desastre. En 2005, la revista Business Week la calificó como la más grande filántropa de origen negro en la historia de los Estados Unidos. Winfrey fue una de las mayores donantes a Time's Up.
Es patrocinador del Instituto Smithsoniano y el Morehouse College en los Estados Unidos. Winfrey donó para la reconstrucción de viviendas tras el Huracán Katrina, comprometiendo más de 10 millones de dólares. El Oprah Winfrey Angel Network recibió más de 15 millones de dólares en donaciones para la reconstrucción. Winfrey fundó una escuela para niñas en Sudáfrica.

## Premios y distinciones
Premios Óscar
| Año  | Categoría                       | Película                                                | Resultado |
| ---- | ------------------------------- | ------------------------------------------------------- | --------- |
| 1986 | Mejor actriz de reparto         | El color púrpura                                        | Nominada  |
| 2012 | Óscar Humanitario Jean Hersholt | Por su labor humanitaria a favor de las causas sociales | Ganadora  |
| 2015 | Mejor película                  | Selma                                                   | Nominada  |

Globos de Oro
| Año  | Categoría               | Película         | Resultado |
| ---- | ----------------------- | ---------------- | --------- |
| 1985 | Mejor Actriz de Reparto | El Color Púrpura | Nominada  |
| 2014 | Mejor película - Drama  | Selma            | Nominada  |
| 2018 | Premio Cecil B. DeMille |                  | Ganadora  |

Premios BAFTA
| Año  | Categoría               | Película     | Resultado |
| ---- | ----------------------- | ------------ | --------- |
| 2013 | Mejor actriz de reparto | El Mayordomo | Nominada  |

Otras menciones
- Investida doctora honoris causa por la Universidad de Harvard.[54]
- En 2013, fue condecorada con la Medalla Presidencial de la Libertad por el presidente Barack Obama.[55]